# リプシッツ領域
数学においてリプシッツ領域（リプシッツりょういき、英: Lipschitz domain）あるいはリプシッツ境界を持つ領域とは、局所的にはリプシッツ連続な函数のグラフと見なすことが出来る意味で「十分に正則」な境界を持つユークリッド空間内のある領域のことを言う。
ドイツの数学者であるルドルフ・リプシッツの名にちなむ。

## 定義
n ∈ N に対し、Ω を Rn の開部分集合とする。Ω の境界は ∂Ω と表す。このとき Ω がリプシッツ境界を持つリプシッツ領域であるとは、すべての点 p ∈ ∂Ω に対して、ある半径 r > 0 と写像 hp : Br(p) → Q が存在して、次が成立することを言う。
- hp は全単射である;
- hp と hp−1 はいずれもリプシッツ連続である;
- hp(∂Ω ∩ Br(p)) = Q0;
- hp(Ω ∩ Br(p)) = Q+;

ここに
{\displaystyle B_{r}(p):=\{x\in \mathbb {R} ^{n}|\|x-p\|<r\}}
は p を中心とする半径 r の n-次元開球を表し、Q は単位球 B1(0) を表す。また
{\displaystyle Q_{0}:=\{(x_{1},\dots ,x_{n})\in Q|x_{n}=0\};}
{\displaystyle Q_{+}:=\{(x_{1},\dots ,x_{n})\in Q|x_{n}>0\}}
である。

## リプシッツ領域の応用
ソボレフの埋め込み定理の多くは、考えている領域がリプシッツ領域であることを必要とする。結果として、多くの偏微分方程式や変分問題はリプシッツ領域上で定義される。